# Coppa Italia Serie C 2024-2025 (calcio femminile)
L'edizione 2024-2025 è stata la settima edizione della Coppa Italia Serie C di calcio femminile. Il torneo è iniziato l'8 dicembre 2024 e si è concluso il 15 giugno 2025. La squadra campione in carica è il Lumezzane, che in finale ha battuto il Riccione per 3-2.
Lo Spezia si è aggiudicato il trofeo, battendo in finale ai calci di rigore il Frosinone.

## Squadre partecipanti
Hanno partecipato alla competizione le 45 squadre appartenenti ai 3 gironi della Serie C.

## Date
| Fase               | Turno            | Data             |
| ------------------ | ---------------- | ---------------- |
| Gironi eliminatori | 1ª giornata      | 8 dicembre 2024  |
| Gironi eliminatori | 2ª giornata      | 15 dicembre 2024 |
| Gironi eliminatori | 3ª giornata      | 22 dicembre 2024 |
| Fase finale        | Ottavi di finale | 2 marzo 2025     |
| Fase finale        | Quarti di finale | 4 maggio 2025    |
| Fase finale        | Semifinali       | 8 giugno 2025    |
| Fase finale        | Finale           | 15 giugno 2025   |

## Formula
A questa edizione della competizione hanno preso parte le 45 squadre partecipanti alla Serie C. La competizione si è articolata su cinque fasi: gironi preliminari, ottavi, quarti, semifinali e finale. La prima fase è stata caratterizzata dai gironi eliminatori: le 45 squadre sono suddivise in 16 raggruppamenti, ovvero tre gironi da quattro squadre, sette gironi da tre squadre e sei accoppiamenti, secondo criteri di vicinanza geografica. Nei raggruppamenti di tre o quattro squadre si sono disputate partite di sola andata, mentre gli accoppiamenti hanno previsto partite di andata e ritorno; sono state ammesse alla seconda fase solamente le sedici vincitrici dei raggruppamenti. A partire dalla seconda fase tutte le gare si sono disputate ad eliminazione diretta: ottavi, quarti e finale in gara unica, semifinali in gare di andata e ritorno.

## Gironi eliminatori
La composizione dei sedici gironi eliminatori è stata effettuata il 18 ottobre 2024, mentre il sorteggio per la determinazione della squadra che disputa la prima giornata in casa si è tenuto il 25 ottobre 2024. Nei gironi a tre squadre, nella seconda giornata riposa la squadra vittoriosa nella prima giornata o, in caso di pareggio, la squadra che ha giocato in trasferta la prima giornata.

### Raggruppamento 1

#### Classifica
| Pos. | Squadra         | Pt | G | V | N | P | GF | GS | DR  |
| ---- | --------------- | -- | - | - | - | - | -- | -- | --- |
| 1.   | Palermo         | 9  | 3 | 3 | 0 | 0 | 12 | 3  | +9  |
| 2.   | Catania         | 6  | 3 | 2 | 0 | 1 | 8  | 4  | +4  |
| 3.   | Siracusa        | 3  | 3 | 1 | 0 | 2 | 9  | 11 | -2  |
| 4.   | Giovanile Rocca | 0  | 3 | 0 | 0 | 3 | 2  | 13 | -11 |

### Raggruppamento 3

#### Classifica
| Pos. | Squadra     | Pt | G | V | N | P | GF | GS | DR |
| ---- | ----------- | -- | - | - | - | - | -- | -- | -- |
| 1.   | Gelbison    | 6  | 2 | 2 | 0 | 0 | 7  | 2  | +5 |
| 2.   | Villaricca  | 3  | 2 | 1 | 0 | 1 | 2  | 4  | -2 |
| 3.   | Salernitana | 0  | 2 | 0 | 0 | 2 | 2  | 5  | -3 |

### Raggruppamento 4

#### Classifica
| Squadra 1  | Totale | Squadra 2 | Andata | Ritorno |
| ---------- | ------ | --------- | ------ | ------- |
| Trastevere | 7 - 2  | Grifone   | 6 - 1  | 1 - 1   |

### Raggruppamento 5

#### Classifica
| Pos. | Squadra       | Pt | G | V | N | P | GF | GS | DR |
| ---- | ------------- | -- | - | - | - | - | -- | -- | -- |
| 1.   | Roma CF       | 6  | 2 | 2 | 0 | 0 | 8  | 0  | +8 |
| 2.   | Montespaccato | 3  | 2 | 1 | 0 | 1 | 2  | 5  | -3 |
| 3.   | Formello CR   | 0  | 2 | 0 | 0 | 2 | 1  | 6  | -5 |

### Raggruppamento 6
| Squadra 1 | Totale | Squadra 2 | Andata | Ritorno |
| --------- | ------ | --------- | ------ | ------- |
| Frosinone | 6 - 0  | Chieti    | 2 - 0  | 4 - 0   |

### Raggruppamento 7
| Squadra 1 | Totale | Squadra 2   | Andata | Ritorno |
| --------- | ------ | ----------- | ------ | ------- |
| Riccione  | 4 - 3  | L.F. Jesina | 1 - 0  | 3 - 3   |

### Raggruppamento 8

#### Classifica
| Pos. | Squadra        | Pt | G | V | N | P | GF | GS | DR |
| ---- | -------------- | -- | - | - | - | - | -- | -- | -- |
| 1.   | Gatteo Mare    | 6  | 2 | 2 | 0 | 0 | 5  | 1  | +4 |
| 2.   | Ravenna        | 1  | 2 | 0 | 1 | 1 | 3  | 5  | -2 |
| 3.   | Accademia SPAL | 1  | 2 | 0 | 1 | 1 | 2  | 4  | -2 |

### Raggruppamento 9

#### Classifica
| Squadra 1 | Totale | Squadra 2    | Andata | Ritorno |
| --------- | ------ | ------------ | ------ | ------- |
| Vicenza   | 3 - 7  | Real Vicenza | 3 - 3  | 0 - 4   |

### Raggruppamento 11

#### Classifica
| Pos. | Squadra   | Pt | G | V | N | P | GF | GS | DR |
| ---- | --------- | -- | - | - | - | - | -- | -- | -- |
| 1.   | Südtirol  | 6  | 2 | 2 | 0 | 0 | 6  | 2  | +4 |
| 2.   | Trento CF | 3  | 2 | 1 | 0 | 1 | 9  | 4  | +5 |
| 3.   | Isera     | 0  | 2 | 0 | 0 | 2 | 1  | 10 | -9 |

### Raggruppamento 14

#### Classifica
| Squadra 1 | Totale | Squadra 2 | Andata | Ritorno |
| --------- | ------ | --------- | ------ | ------- |
| Torres    | 1 - 5  | Tharros   | 1 - 1  | 0 - 4   |

## Ottavi di finale
Il sorteggio per definire la squadra che disputa in casa la prima gara si è tenuto il 10 gennaio 2024.
| Squadra 1    | Risultato       | Squadra 2           |
| ------------ | --------------- | ------------------- |
| 2 marzo 2024 |                 |                     |
| Frosinone    | 1 - 1 (5-4 dtr) | Roma CF             |
| Gatteo Mare  | 0 - 1           | Riccione            |
| Lecce        | 1 - 2           | Palermo             |
| Moncalieri   | 0 - 2           | Spezia              |
| Real Meda    | 1 - 0           | Südtirol            |
| Real Vicenza | 2 - 0           | Venezia Calcio 1985 |
| Tharros      | 2 - 3           | Lesmo               |
| Trastevere   | 2 - 1           | Gelbison            |

## Quarti di finale
Il sorteggio per definire la squadra che disputa in casa la prima gara si è tenuto il 10 gennaio 2024.
| Squadra 1     | Risultato       | Squadra 2    |
| ------------- | --------------- | ------------ |
| 3 maggio 2024 |                 |              |
| Trastevere    | 1 - 1 (4-5 dtr) | Palermo      |
| Real Meda     | 2 - 1           | Real Vicenza |
| 4 maggio 2024 |                 |              |
| Lesmo         | 1 - 2           | Spezia       |
| Riccione      | 0 - 1           | Frosinone    |

## Semifinali
| Squadra 1     | Risultato       | Squadra 2 |
| ------------- | --------------- | --------- |
| 7 giugno 2025 |                 |           |
| Spezia        | 1 - 1 (4-2 dtr) | Real Meda |
| 8 giugno 2025 |                 |           |
| Palermo       | 0 - 1           | Frosinone |

## Finale
| Arbitro: | Rotondo (Frattamaggiore) |

|                                          |                      |                                    |
| Parodi 7’ Lovecchio 81’                  | Marcatori            | 41’ Sgambato 90+4’ Ruzafa          |
| Dezotti Del Freo Dehima Adami Ciccarelli | Tiri di rigore 4 – 3 | Collovà Tata Sgambato Neddar Nardi |